# مارسيل سيربا
مارسيل سيربا (مواليد 1 أكتوبر 1957) هو ملاكم روماني، مثّل بلاده في الألعاب الأولمبية الصيفية 1980.

## روابط خارجية
مارسيل سيربا على موقع أوليمبيديا (الإنجليزية)